# Hiperfikcja

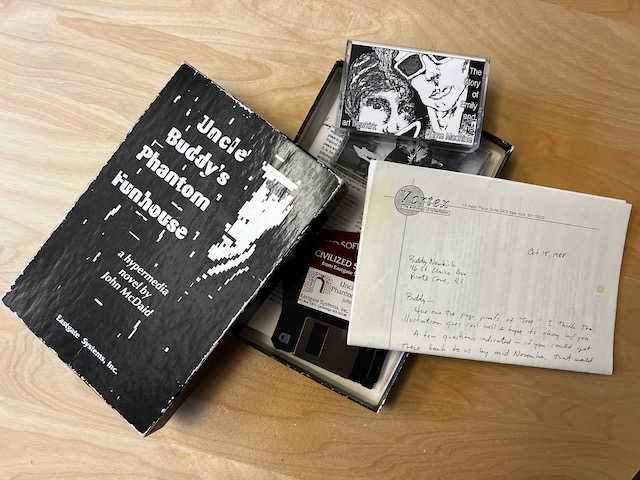
1993: Uncle Buddy’s Phantom Funhouse. Książka Johna McDaida – „sztuczny hipertext” – opublikowana przez Eastgate.

Hiperfikcja (czasem nazywana też fikcją hipertekstową) – gatunek literatury elektronicznej, charakteryzujący się używaniem hiperłączy, co pozwala na interakcję czytelnika w procesie odczytywania nielinearnego tekstu. Poprzez wybranie linku, czytelnik sam decyduje o następnej części tekstu. Podobnym pod tym względem gatunkiem jest fikcja interaktywna.
Termin może zostać również użyty do opisania książek wydanych tradycyjnie, w których nielinearna narracja została osiągnięta poprzez wewnętrzne odniesienia. Przykłady takich książek to:
- Ulisses Jamesa Joyce’a (1922)
- La Tournée de Dios Enrique Jardiela Poncela (1932)
- Ogród o rozwidlających się ścieżkach Jorge’a Luisa Borgesa (1941)
- Blady Ogień Vladimira Nabokova (1962)
- Gra w Klasy Julio Cortázara (1963)
- Dom z liści(inne języki) Marka Z. Danielewskiego(inne języki) (2000)

Przykłady z popkultury to gry paragrafowe (en. CYOA).

## Definicje
Nie ma zgody co do definicji hiperfikcji. Podobne określenie cybertekst często jest używane naprzemiennie z hipertekstem. W fikcji hipertekstowej, czytelnik odgrywa znaczącą rolę w tworzeniu narracji. Każdy użytkownik inaczej odbiera dzieło, zależnie od podjętych przez niego wyborów. Cybertekst może zostać uznany za przejście z narracji linearnej, tak jak w powieści, do narracji nielinearnej, takiej jak w grze. W powieści czytelnik nie ma żadnego wpływu na fabułę i postaci – zostały ustalone przez autorka. Oznacza to, że osoba poznająca powieść nie jest aktywnym uczestnikiem procesu tworzenia.
Espen Aarseth nie definiuje cybertekstu jako osobnego gatunku. Według niego, aby klasyfikować gatunki literackie i kategorie estetyczne, należy na teksty spoglądać z perspektywy lokalnej. Aarseth twierdzi, że hiperfikcja to rodzaj literatury ergodycznej:

W literaturze ergodycznej, czytelnik musi podjąć większy niż zwykle wysiłek przy odbiorze tekstu. Jeśli literatura ergodyczna ma mieć prawo istnieć jako koncept, to musi też istnieć literatura niergodyczna, czyli taka, gdzie wysiłek jest zwykły i niewielki, na przykład ruch gałki ocznej oraz przerzucanie kartek.

## Historia
Pierwsze przykłady hiperfikcji były opublikowane jeszcze przed powstaniem World Wide Web. Wykorzystywały oprogramowanie takie jak Storyspace i HyperCard.
Delirium Douglasa Coopera (1994) było pierwszą powieścią serializowaną w Internecie. Pozwalała na nawigację pomiędzy czterema równoległymi wątkami. 21 czerwca 1996 roku Bobby Rabyd (znany też jako Robert Arellano) opublikował w Internecie pierwszą powieść interaktywną, Sunshine 69, z nielinearnym kalendarzem wydarzeń, oraz dziewięcioma różnymi punktami widzenia. Wkrótce po nim, w 1997, Mark Amerika opublikował GRAMMATRON, który był wystawiany w galeriach sztuki. W 2000 został pokazany w Whitney Biennial of American Art.
Inne powieści hipertekstowe to Six Sex Scenes Adrienne Eisen (1995), Hegirascope Stuarta Moulthropa (1995, 1997), The Unknown (który w 1998 roku zdobył nagrodę trAce Alt X), The Company Therapist (1996–1999) (który zdobył nagrodę „Rozrywkowa Strona Roku” czasopisma Net Magazine), oraz These Waves of Girls Caitlin Fisher (2001), która w 2001 roku zdobyła nagrodę ELO za fikcję. Pracą bardziej współczesną jest Luminous Airplanes Paula La Farge'a (2011).
Międzynarodowa organizacja z siedzibą w Stanach Zjednoczonych, Electronic Literature Organization (ELO) została założona w 1999 aby promować tworzenie literatury elektronicznej. Inne organizacje to między innymi trAce Online Writing Community, brytyjska organizacja powstała w 1995, Dichtung Digital, czasopismo literackie dotyczące literatury elektronicznej po angielsku oraz niemiecku, a także ELINOR, sieć dla twórców literatury elektronicznej w krajach nordyckich. Wydaje ona katalog nordyckiej literatury elektronicznej. Katalog Literatury Elektronicznej zawiera wiele prac tego rodzaju po angielsku oraz wielu innych językach.

## Charakterystyka
Hiperfikcja charakteryzuje się „węzłami” tworzącymi fikcyjną historię. W każdym węźle jest kilka różnych odnośników, pozwalających czytelnikowi wybrać następny węzeł. W przeciwieństwie do tradycyjnej fikcji, czytelnik nie jest ograniczony do tylko jednej, linearnej historii. Za każdym razem odbiór dzieła ulega zmianie, zależnie od decyzji podjętych przez użytkownika. Czytelnik może natrafić na nieprzewidziane pętlę, ponieważ tytuł hiperłącza nie zawsze wyjaśnia treść węzła do którego porwadzi. Ten rodzaj fikcji może zawierać tekst, cytaty, obrazy, filmy, czy muzykę.
Istnieje kilka różnych form, które może przybrać hiperfikcja. Może to być fikcja axiel, „drzewiasta” oraz sieciowa. Fikcja axiel posiada centralną historię, z krótkimi pobocznymi wątkami powracającymi do głównego wątku. „Drzewiasta” fikcja rozgałęzia się na wykluczające się wzajemnie historie. Fikcja sieciowa posiada kilka punktów startowych, i nie zawsze ma ostateczny koniec.